# Santa Fe (Teksas)
Santa Fe je grad u američkoj saveznoj državi Teksas. Prema popisu stanovništva iz 2010. u njemu je živjelo 12.222 stanovnika.